# 무안행복초등학교
무안행복초등학교(務安幸福初等學校)는 대한민국 전라남도 무안군에 있는 공립 초등학교이다.

## 연혁
- 2020년 9월 1일 : 개교 (초등 36학급)

## 학교 상징
- 교화 - 황매화 : 숭고함, 높은 기풍
- 교목 - 동백나무 : 청렴, 절제
- 교색 - 파랑 : 조화, 우정, 신뢰